# Carmichaels sats
Carmichaels sats (uppkallad efter Robert Daniel Carmichael) påstår att det n:te Fibonaccitalet F(n) har minst en primtalsdelare som inte delar något föregående Fibonaccital, där n är större än 12.
De enda undantagen för n upp till 12 är:
- F(1)=1 och F(2)=1, som inte har några primtalsdelare
- F(6)=8 vars enda primtalsdelare är 2 (som är F(3))
- F(12)=144 vars enda primtalsdelare är 2 (som är F(3)) och 3 (som är F(4))

Om ett primtal p är en delare till F(n) som inte delar någon F(m) med m < n, då kallas p för en karakteristisk faktor eller för en primitiv primtalsdelare av F(n). Carmichaels sats säger att varje Fibonaccital, förutom de undantag som anges ovan, har minst en primitiv primtalsdelare.
Satsen kan generaliseras från Fibonaccital till Lucas följd.